# Damochojena
Damochojena è un villaggio del Botswana situato nel distretto Centrale, sottodistretto di Bobonong. Il villaggio, secondo il censimento del 2011, conta 993 abitanti.

## Località
Nel territorio del villaggio sono presenti le seguenti 3 località:
- Damochojena Lands di 76 abitanti,
- Halfway/Lehiswane,
- Marotobale di 3 abitanti